# YOTTY
YOTTY（よってぃ：本名 広井義則 ひろい よしのり 1970年　- )は、日本のヒップホップ ユニット・KAMINARI-KAZOKU.（雷）のジャケットやフライヤーの多数を描く、東京都品川区出身のグラフィティアーティスト。

## 人物
1993年頃から、日本のヒップ・ホップイベントの先駆けとも云える｢BLACK MONDAY｣や｢暗夜航路｣や｢亜熱帯雨林｣に積極的に参加、東京のストリートシーンを築いた｢雷（後のKAMINARI-KAZOKU.）｣の初期メンバーの一人である。盟友のG.K.MARYANとは同郷の幼馴染でもあり、MARYANのリリース曲｢Free Green｣では｢調子はどうだい イカレタ兄弟 ｣と、曲末の一節にRINOやTWIGYと共に出演をしている。ルアーフィッシングやスノーボード、タイカレー愛好家など多趣な才能を持ち合わせ、アート思想では芸術家の岡本太郎や、BSテレビ番組で共演の経験もある水森亜土を師と仰いでいる。

## 主な作品

### ジャケット
- けむにまけ／TWIGY（1996年）
- 「OPEN YOUR 3RD EYE」／ DJ YAS feat. MC ABU, DJ DRAGON（バンコク）（2010年）
- ｢2U｣／雷（2011年2月）
- 「雷警報」／RINO LATINA Ⅱ, PIT-GOB 53, D.O ,YOU THE ROCK★ （2011年5月）

### フリーペーパー
- AWA MAGAZINE（東京 渋谷を中心に配布 96' - 99'）

### デザイン
- MONOHONHONPO（2003年）

### リリック
- YOU THE ROCK ft. MIC MASTERZ - Black Monday '96
- 証言8. 初版カセットテープにのみ収録。さんピンキャンプでは飛ばされた。
- アルバム｢ 330 More Answer No Question／KAMINARI-KAZOKU.｣
  - 16．ほっこりひょうたん島／SHINNOSK8、G.K.MARYAN、YOU THE ROCK★、GAMA、D.O、YOTTY、RINO LATINA II & DJ YAS